# ليبيا (وادي العين)

'

تعديل مصدري - تعديل

ليبيا هي إحدى قرى عزلة وادي العين بمديرية حورة التابعة لمحافظة حضرموت، بلغ تعداد سكانها 104 نسمة حسب تعداد اليمن لعام 2004.